# De vruchten van de waanzin
De vruchten van de waanzin (Engelse titel: Bedlam Planet) is een sciencefictionroman uit 1969 van de Britse schrijver John Brunner.

## Synopsis
Het verhaal speelt zich af en de toekomst. Vanaf de Aarde probeert de mensheid het heelal te kolonialiseren, maar wordt keer op keer teleurgesteld. De uitgestuurde robotverkenners sturen nooit bericht terug dat zij een bewoonbare planeet hebben gevonden. Dat verandert als die verkenners landen op de derde planeet van het zonnestelsel Sigma Draconis. De planeet kent een klimaat dat lijkt op dat van de Aarde, maar is net is warmer. De structuur van de landmassa bestaat uit talloze eilanden in een zoetwaterzee. Vanuit de aarde wordt ruimtevaartuig Argus met vier mensen naar die planeet gezonden om te kijken of die werkelijk levensvatbaar is. Tijdens hun verblijf blijken er geen onoverkomelijke problemen te zijn. Als vervolg op de ontdekkingsreis worden kolonialisten gezonden. Met de drie ruimtevaartuigen Pinta, Niña en de Santa María vertrekken zij om zich blijvend te vestigen op wat zij aanduiden als Asgard. De wegen van de drie schepen, genoemd naar de schepen van Christoffel Colombus, scheiden bij de planeet. De Pinta slaat met al haar personeel te pletter op een maan van Asgard. De resterende twee groepen kunnen zich maar moeilijk aanpassen op een planeet die zoveel op de Aarde lijkt. Na verloop van tijd wijzen testen uit dat op de planeet een bacterie leeft die hunkert naar Vitamine C, dat echter maar mondjesmaat op de planeet voorkomt. De kolonialisten zijn een eenvoudige prooi en beginnen te lijden aan scheurbuik. Aangezien onvoldoende vervangende Vitamine C voorhanden is, raakt de bemanning in een collectieve apathie.  Dennis Malone, zowel ontdekkingsreiziger en kolonialist, kan het niets doen niet meer aanzien en trekt de wereld in. Hij moet proberen te overleven met plaatselijk voedsel. De leiders van de expeditie proberen  met behulp van plaatselijke gewassen de strijd aan te binden met die lethargie. Zij draaien echter door, hebben visioenen van Aardse mythologische figuren en onder invloed van de visioenen vernielen zij belangrijke installaties die nodig zijn om de eerste jaren te overleven. Malone probeert te zwemmen maar wordt gestoken door een onderwaterdier. Na enkele dagen buiten bewustzijn te zijn geweest keert hij terug naar de groep en komt tot de ontdekking, dat hij en de leiders een afwijkend gedragspatroon hebben. Zij zijn inmiddels aangepast aan de nieuwe omstandigheden, de rest blijft krampachtig vasthouden aan de gewoonten van de Aarde. Nieuwe mythes worden geboren.